# Ткаченко, Сергей Николаевич (химик)
Сергей Николаевич Ткаченко  (род. 4 декабря 1955, Моздок) — советский и российский химик, педагог и активный организатор научно-внедренческой деятельности в области физической химии, теории и практики получения и применения озона, кинетики и катализа, деструкции озона.

## Биография
Родился 4 декабря 1955 года в городе Моздок Северо-Осетинской АССР, в семье бухгалтера Николая Даниловича и учительницы математики Лидии Васильевны. В 1972 году окончил Притеречную среднюю школу Моздокского района СО АССР с золотой медалью и поступил на химический факультет МГУ имени М.В Ломоносова.
Окончил химический факультет МГУ имени М. В. Ломоносова (1977) и его аспирантуру (1980). В 1984 году защитил кандидатскую диссертацию по теме «Красный фотолиз и термическое разложение озона и его смесей в газовой фазе». Командир студенческих строительных отрядов Московского университета — заместитель секретаря комитета ВЛКСМ МГУ (1984—1988). Доцент (1995). В 2004 году защитил докторскую диссертацию по теме «Гомогенное и гетерогенное разложение озона». Профессор кафедры физической химии Химфака МГУ имени М. В. Ломоносова (2009).

## Научная деятельность
Автор и соавтор более 290 научных работ и публикаций, 16 авторских свидетельств и патентов на изобретения. Результаты работ многократно докладывались на международных, всесоюзных и российских конгрессах, конференциях, симпозиумах и семинарах. Широкое признание и практическое применение получили фундаментальные исследования физико-химических и каталитических свойств новых гетерогенных катализаторов разложения озона и окисления токсичных органических соединений. Создает промышленные озонаторные станции и системы отведения и деструкции озона. Введенные в промышленную эксплуатацию — озонаторная станция очистки воды на Лианозовском молочном комбинате холдинга «Вимм-Билль-Данн»(PepsiCo) производительностью 4000 метров кубических воды в сутки (2005), системы отведения и деструкции озона в составе отечественных озонаторных комплексов производительностью 50 и 75 кг озона в час на Западной (2010) и Рублевской (2017) станциях водоподготовки АО «Мосводоканал» — успешно и надежно работают в настоящее время.

## Педагогическая деятельность
Подготовил 7 кандидатов химических и технических наук, под его руководством выполнено 20 дипломных работ. Читает общие курсы лекций по физической химии на факультетах: геологическом и почвоведения, специальные курсы лекций на химическом факультете Московского университета. Ведет летнюю производственную (химико-технологическую) практику у студентов химического факультета МГУ.

## Основные научные труды и учебные пособия
Монографии: «Физическая химия озона» (1998, 2019, соавт.); «Теория и практика получения и применения озона» (2016, соавт.); «Гомогенная и гетерогенная деструкция озона» (2016); «Озон в очистке сточных вод, удалении цианидов, гидрометаллургии» (2019, соавт.); «Основы стратегии экологического развития России» (2021, соавт.); «Стратегирование водных ресурсов Кузбасса» (2021, соавт.); «Стратегирование экологического развития Кузбасса» (2021, соавт.).
Учебные пособия и методические разработки: «Гетерогенный катализ. Кинетика» (2006); «Способы получения озона и современные конструкции озонаторов» (2008, соавт.); «Озон в очистке газовых выбросов, сельском хозяйстве и подготовке питьевой воды» (2010, соавт.), «Практикум по физической химии» (2017, соавт.); «Спецпрактикум по физической химии лаборатории КГЭ» (2009, соавт.); «Задачи по термодинамике и кинетике с решениями» (1993, соавт.).

## Научно-организационная деятельность
Председатель Совета Озонного общества — ассоциации «Озон и другие экологически чистые окислители». Председатель программного и организационного комитетов Всероссийской научно-практической конференции — выставки по озону с международным участием «Озон и другие экологически чистые окислители. Наука и технологии».

## Награды и звания
- Орден СССР «Знак Почета» (1986)[1]
- Медаль «В память 850-летия Москвы» (1997)[1]
- Юбилейный знак «250 лет МГУ имени М. В. Ломоносова» (2005)[1]
- Ветеран труда Российской Федерации (2015)
- Лауреат премии Президиума РАН по технической химии имени В. Н. Ипатьева (2009)
- Лауреат премии Тульской области в сфере науки и техники имени Б. С. Стечкина (2015)[3]
- Лауреат премии Правительства Российской Федерации в области науки и техники (2017)[2][5]
- Благодарность ректора МГУ имени М. В. Ломоносова (2015)[3]
- Благодарность мэра Москвы (2018)[3]